# Amine Gülse
Mine Amine Gülşe, född den 30 april 1993 i Göteborg, är en turkisk-svensk skådespelare, fotomodell och skönhetsdrottning, uppvuxen i Angered. Hon blev Miss World Turkey 2014  och representerade sitt land i internationella Miss World 2014 utan att nå finalen.
Gülşe är sedan 2019 gift med den tyske fotbollsspelaren Mesut Özil.